# Всесвітній Баптистський Альянс
Всесвітній Баптистський Альянс (акр. ВБА) — міжнародна організація, що представляє угоду національних баптистських церков, союзів та асоціацій з усього світу, — був заснований у 1905 році. У 2020 році до асоціації входило 238 баптистських союзів у 126 країнах світу — загалом 47 мільйонів охрещених членів та 169 000 церков.

## Діяльність
Всесвітній Баптистський Альянс прагне:
- об'єднати баптистів з усього світу
- вести всесвітню євангелізацію,
- задовольняти людські потреби,
- захищати права людини.

Союз приєднався до Глобального християнського форуму.

## Керівники
Всесвітнім альянсом баптистів керують президент (голова) та шістнадцять віцепрезидентів.
| Чис. | Каденція  | Голова                   | Країна    |
| ---- | --------- | ------------------------ | --------- |
| 1.   | 1905–1911 | Джон Кліффорд            | ВБ        |
| 2.   | 1911–1923 | Роберт Стюарт Макартур   | США       |
| 3.   | 1923–1928 | Едгар Янг Маллінс        | США       |
| 4.   | 1928–1934 | Джон МакНіл              | Канада    |
| 5.   | 1934–1939 | Джордж Вашингтон Труетт  | США       |
| 6.   | 1939–1947 | Джеймс Генрі Рашбрук     | ВБ        |
| 7.   | 1947–1950 | Чарльз Оскар Джонсон     | США       |
| 8.   | 1950–1955 | Фред Таунлі Лорд         | ВБ        |
| 9.   | 1955–1960 | Теодор Флойд Адамс       | США       |
| 10.  | 1960–1965 | Жоао Фільсон Сорен       | Бразилія  |
| 11.  | 1965–1970 | Вільям Толберт           | Ліберія   |
| 12.  | 1980–1985 | Дюк Кімброу МакКолл      | США       |
| 13.  | 1985–1990 | Ноель Воуз               | Австралія |
| 14.  | 1990–1995 | Кнуд Вамплман            | Данія     |
| 15.  | 1995–2000 | Нільсон Ду Амарал Фаніні | Бразилія  |
| 16.  | 2000–2005 | Біллі Кім                | Корея     |
| 17.  | 2005–2010 | Девід Коффі              | ВБ        |
| 18.  | 2010–2015 | Джон Аптон               | США       |
| 19.  | 2015–2020 | Павло Мзіса              | ПАР       |
| 20.  | 2020–     | Томас Маккі              | Аргентина |

## Регіональні спільноти
Спілка поділена на шість регіональних громад:
- Баптистська спільнота Північної Америки (англ. North American Baptist Fellowship),
- Азійська баптистська федерація (англ. Asian Baptist Federation),
- Всеафриканська баптистська спільнота (англ. All-Africa Baptist Fellowship),
- Карибська баптистська спільнота (англ. Caribbean Baptist Fellowship),
- Латиноамериканський баптистський союз (англ. Union of Baptists in Latin America),
- Європейська баптистська федерація (англ. European Baptist Federation).

## Членство
Членами союзу є ВСЦ ЄХБ. У 2004 році з союзу вийшлов Південний баптистський конгрес, найбільша баптистська конгрегація у світі, яка на момент виходу налічувала 16,3 мільйона прихильників і забезпечувала 20% світового бюджету союзу. ВБА звинувачували в надмірному екуменізмі та лібералізаційних тенденціях. Однак у складі ВБА залишилися дві провідні конвенції штатів, пов'язані з Південним баптистським конгресом: конгрес Техасу і конгрес Вірджинії.